# Modest Šraj
Modest Šraj roj. Matevž Šraj (Schrey), slovenski avguštinski redovnik, katoliški duhovnik, prevajalec. * 27. januar 1754, Metulje; † 4. januar 1821, Veliki Trn

## Življenje in delo
Rodil se je na Bloški planoti očetu Lenartu in materi Agnezi. V avguštinskem redu je dobil ime Modest.
Med 1772 in 1773 je študiral filozofijo, med 1773 in 1777 pa bogoslovje v Ljubljani. V Gradcu na Štajerskem je opravil noviciat med 1777 in 1778 v tamkajšnjem avguštinskem redu. 10. januarja 1779 je bil ordiniran. V prvih letih je služboval v Gradcu (od 1780 do 1784). 14. aprila 1784 se je vrnil na Kranjsko in postal pridigar v Ljubljani, kjer je še poučeval med 1784 in 1788 na normalki. Potem je bil lokalist v Vranji Peči pri Kamniku (1788-1794) in Šentjakobu pri Ljubljani (1794-1806). Leta 1806 je prišel v Veliki Trn, kjer je služboval do svoje smrti.
Leta 1779 je postal akademik pri Blažu Kumerdeju. Sodeloval je z Jurjem Japljem pri prevajanju Svetega pisma v slovenščino. Skupaj z Jožefom Riharjem sta prevedla Prvo in Drugo kroniško knjigo ter knjigo Ezdre, Nehemije, Judite, Tobije, Estere in Joba. Samostojno je prevedel Prvo in drugo Samuelovo knjigo ter Prvo in Drugo knjigo kraljev.
V avstrijski reviji Wiener Annalen je pisal članke o slovenski književnosti na Kranjskem. Po petkrat na teden je otroke učil branja in verouka. Revnim otrokom je iz lastnega denarja kupoval knjige. 1819 je sestavil šolski katekizem, ki ga je cenzura zavrnila.